# Motor Coach Industries

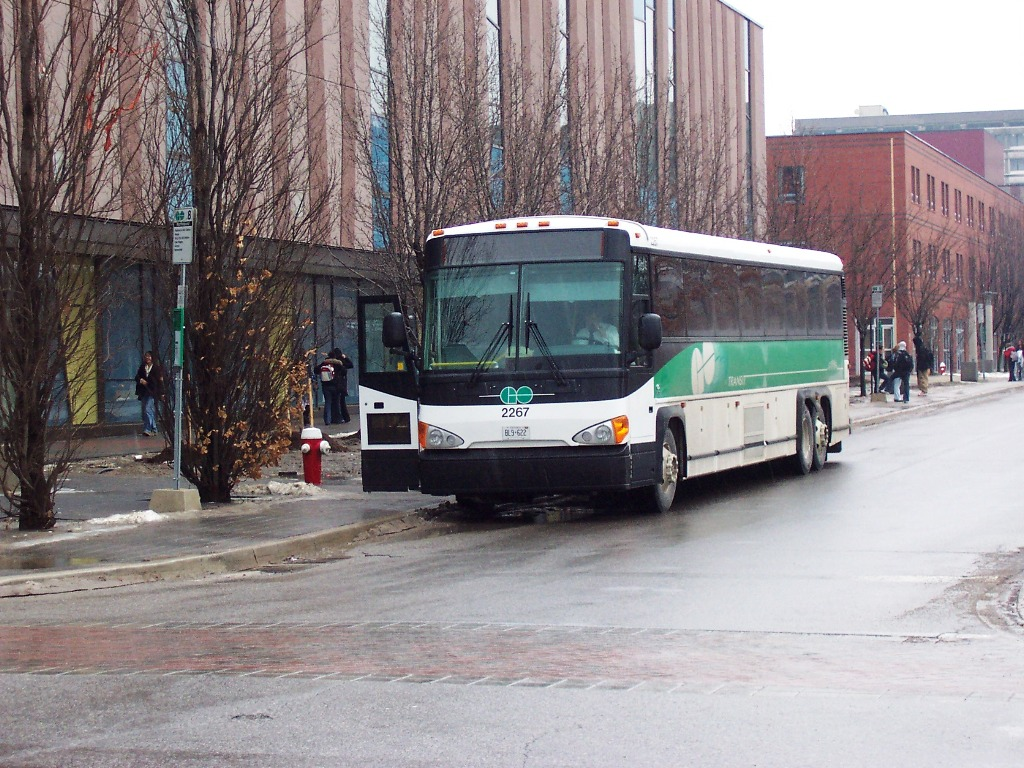
MCI D4500CT

Motor Coach Industries, Inc. — американская (ранее — канадская) компания по производству автобусов под маркой MCI. Основана в 1933 году в Манитобе. В настоящее время штаб-квартира расположена в Шомберге (штат Иллинойс). Специализируется на выпуске междугородных и туристических машин. Почти все автобусы
MCI делаются в трёх-осных модификациях.
Модель E 4500 является флагманом MCI. Это туристический автобус люкс-класса с высокой крышей, имеет длину 13,9 метра, с 56 сиденьями. Двигатель 12,7-литровый Detroit(400 л. с.).
J 4500 — одна из последних новинок. Длина 13,9 м. Мест для сидения 56.
D 4500 — междугородные автобусы. 12,3-метровая модификация имеет 47 сидений, 13,8-метровая — 55.